# Lasiodora sternalis
Lasiodora sternalis é uma espécie de aranha pertencente à família Theraphosidae (tarântulas).